# Nero Wolfe
Nero Wolfe este un personaj literar, un investigator privat genial, supraponderal, excentric, creat în 1934 de scriitorul american de romane polițiste Rex Stout. Wolfe s-a născut în Muntenegru și nu obișnuiește să dea prea multe informații despre trecutul său. Locuiește într-o casă luxoasă de pe strada West 35th Street din New York și nu-i place să-și părăsească casa pentru muncă sau orice altceva care l-ar împiedica să-și citească cărțile, să-și îngrijească orhideele sau să se delecteze cu felurile delicioase pregătite de bucătarul său, Fritz Brenner. Archie Goodwin, tânărul asistent confidențial al lui Wolfe, cu o predilecție pentru femeile frumoasee, narează cazurile și face munca pe teren pentru genialul investigator.
Stout a publicat 33 de romane și 41 de nuvele și povestiri despre Wolfe în perioada 1934 - 1975, acțiunea în majoritatea lor are loc la New York. Cărțile au fost adaptate pentru film, radio, televiziune și scenă. Corpusul Nero Wolfe a fost nominalizat pentru cea mai bună serie romane polițiste a secolului la Bouchercon 2000, cea mai mare convenție de literatură polițistă din lume, iar Rex Stout a fost nominalizat pentru cel mai bun scriitor de romane polițiste al secolului.